# イ・ウンサム
イ・ウンセム（朝: 이은샘､1999年10月10日 - ）は､ 大韓民国の女優｡

## 活動
子役出身で、2007年<テレビ小説-あなたの風景>でデビュー。その後、子供向け番組の司会者を主に務めながら活動を続け、成人後、tvNドラマ「ブラックドッグ」のジン・ユラ役で本格的にその名を知られるようになる。
2021年に放送されたMBCドラマ『赤い袖先』でソン・ヨンヒ役を演じ、ネットフリックスオリジナルドラマ『今、私たちの学校は…』でパク・ミジン役を演じ、注目度と知名度を高める。実際、『赤い袖先』放送前はInstagramのフォロワー数が1,000人台に留まっていたが、『今、私たちの学校は…』放送後の2022年2月現在、100万人まで上昇している｡
| スタブアイコン | サブスタブ | この項目は、まだ閲覧者の調べものの参照としては役立たない、俳優（男優・女優）に関連した書きかけの項目です。この項目を加筆・訂正などしてくださる協力者を求めています（P:映画/PJ芸能人）。 |